# Robert Stirling
Robert Stirling (född 25 oktober 1790 i Methven, Skottland, död 6 juni 1878 i Galston, Skottland) var en skotsk präst och uppfinnare av stirlingmotorn, som blivit uppkallad efter honom.

## Biografi
Robert Stirling föddes på Cloag Farm nära Methven i kommunen Perth and Kinross i Skottland som den tredje av åtta barn. Han ärvde sin fars intresse för teknik men studerade kristendom på universiteten i Edinburgh och Glasgow. År 1816 blev han präst i skotska kyrkan på kyrkan Laigh Kirk i Kilmarnock i East Ayrshire. Han gifte sig med Jean Rankin 1819 och de fick sju barn. Två av sönerna, Patrick Stirling och James Stirling. blev framgångsrika ingenjörer inom den framväxande tåg och lokomotivnäringen.
Robert Stirling dog i Galston i East Ayrshire 1878.

## Utmärkelser
Asteroiden 7247 Robertstirling är uppkallad efter honom.

## Ingenjörskap
Trots att Robert Stirling inte hade någon formell ingenjörsutbildning var det som ingenjör han skulle bli berömd. Han uppfann Värmespararen, idag kallad regenerator, en utrustning som höjer den termiska verkningsgraden för en rad processer som utvinner eller använder värme. År 1816 fick han patent för regeneratorn och en motor på vilken den användes. Motorn var en varmluftsmotor som kom att kallas stirlingmotorn. År 1818 byggde han den första versionen av motorn som användes för att pumpa ut vatten ur en gruva. Den teoretiska bakgrunden till motorns funktion blev fullständigt utredd av Sadi Carnot (född 1796, död 1832). 
När Robert Stirling bodde i Kilmarnock samarbetade han med en annan uppfinnare, Thomas Morton. Det var han som hade den verkstad i vilken Robert Stirling kunde experimentera. De delade också ett stort intresse för astronomi och Thomas Morton lärde Robert Stirling hur optiska linser slipas. Den kunskapen använde Robert Stirlng för att uppfinna flera optiska instrument.
Även Robert Stirlings bror James var uppfinnare och tillsammans tog de ut flera patent som rörde varmluftsmotorn. På 1840-talet byggde James en stor varmluftsmotor som drev alla maskinerna på hans Dundee Foundry Company.
Robert Stirling skrev ett brev 1876 i vilket han erkände betydelsen av Henry Bessemers nya uppfinning Bessemerprocessen vid tillverkning av stål. Den gjorde ångmaskinerna säkra och hotade att göra varmluftsmotorn förlegad. varmluftsmotorn trycksätter endast arbetscylindern, och då med hjälp av uppvärmning och expansion av arbetsgasen vilket gjorde den säkrare än de första ångmaskinerna. Robert Stirling såg ändå en framtid för sin motor och ansåg att stålets förbättrade kvalitet också kunde komma den tillgodo.